# لونغييربين

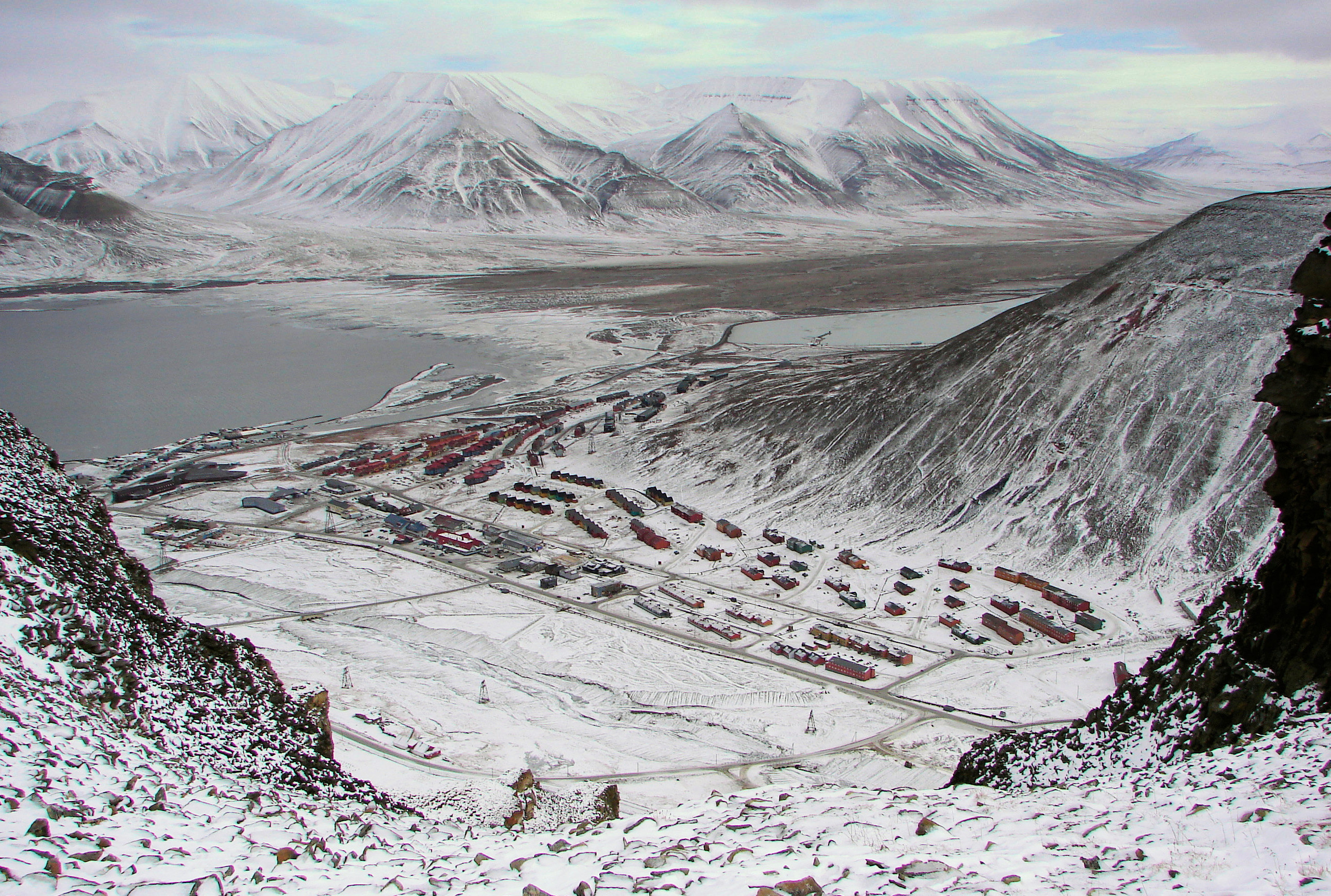
مدينة لونغياربين

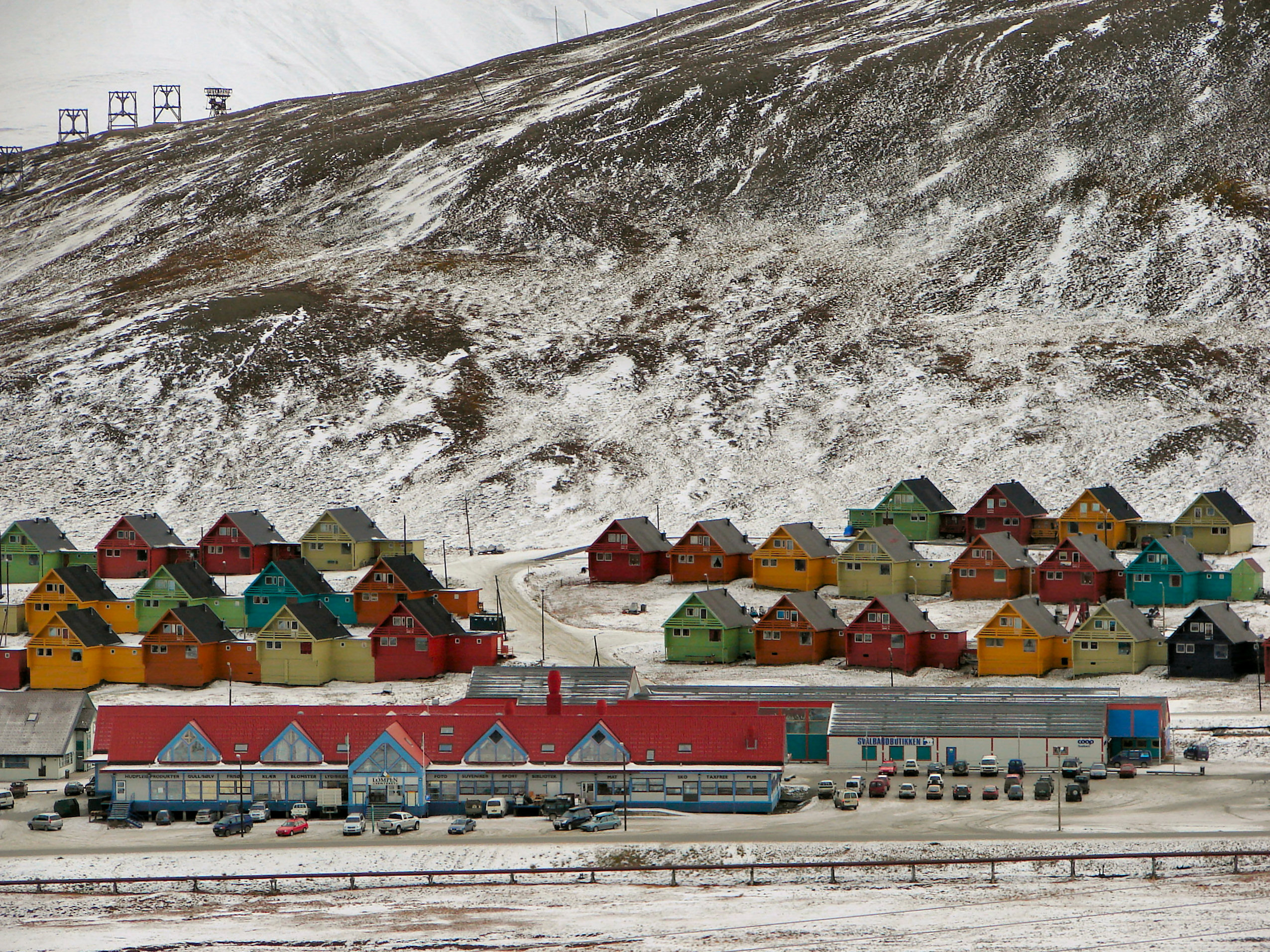
مركز مدينة لونغياربين في سفالبارد

لونغييربين (بالنرويجية: Longyearbyen) «مدينة السنَة الطويلة» هي أكبر مستوطنة والمركز الإداري لسفالبارد، النرويج. تقع في أقصى شمال الكرة الأرضية، على الساحل الغربي من سبيتسبيرغن. وهي أكبر جزيرة في أرخبيل سفالبارد، على الجانب الجنوبي من خليج أدفنت. يقيم حاكم سفالبارد وإدارته في لونغييربين.
وصل تعداد سكانها حوالي 2060 نسمة (في نهاية 2007).

## التاريخ
اكتشفت سفالبارد في 1596 من قبل البحار الهولندي ويليم بارينتز.

## المناخ
يظهر الجدول التالي التغييرات المناخية على مدار السنة للونغييربين:
| البيانات المناخية لـلونغييربين                                          | البيانات المناخية لـلونغييربين | البيانات المناخية لـلونغييربين | البيانات المناخية لـلونغييربين | البيانات المناخية لـلونغييربين | البيانات المناخية لـلونغييربين | البيانات المناخية لـلونغييربين | البيانات المناخية لـلونغييربين | البيانات المناخية لـلونغييربين | البيانات المناخية لـلونغييربين | البيانات المناخية لـلونغييربين | البيانات المناخية لـلونغييربين | البيانات المناخية لـلونغييربين | البيانات المناخية لـلونغييربين |
| الشهر                                                                   | يناير                          | فبراير                         | مارس                           | أبريل                          | مايو                           | يونيو                          | يوليو                          | أغسطس                          | سبتمبر                         | أكتوبر                         | نوفمبر                         | ديسمبر                         | المعدل السنوي                  |
| ----------------------------------------------------------------------- | ------------------------------ | ------------------------------ | ------------------------------ | ------------------------------ | ------------------------------ | ------------------------------ | ------------------------------ | ------------------------------ | ------------------------------ | ------------------------------ | ------------------------------ | ------------------------------ | ------------------------------ |
| الدرجة القصوى °م (°ف)                                                   | 9.7 (49.5)                     | 7.0 (44.6)                     | 6.3 (43.3)                     | 7.5 (45.5)                     | 10.6 (51.1)                    | 15.7 (60.3)                    | 21.3 (70.3)                    | 18.1 (64.6)                    | 15.2 (59.4)                    | 8.9 (48.0)                     | 7.5 (45.5)                     | 8.7 (47.7)                     | 21.3 (70.3)                    |
| متوسط درجة الحرارة الكبرى °م (°ف)                                       | −13.0 (8.6)                    | −13.0 (8.6)                    | −13.0 (8.6)                    | −9.0 (15.8)                    | −3.0 (26.6)                    | 3.0 (37.4)                     | 7.0 (44.6)                     | 6.0 (42.8)                     | 1.0 (33.8)                     | −4.0 (24.8)                    | −8.0 (17.6)                    | −11.0 (12.2)                   | −4.7 (23.5)                    |
| المتوسط اليومي °م (°ف)                                                  | −16.5 (2.3)                    | −17 (1)                        | −16.5 (2.3)                    | −12.5 (9.5)                    | −5.0 (23.0)                    | 1.0 (33.8)                     | 5.0 (41.0)                     | 4.0 (39.2)                     | −1.0 (30.2)                    | −6.5 (20.3)                    | −11.0 (12.2)                   | −14.5 (5.9)                    | −7.5 (18.4)                    |
| متوسط درجة الحرارة الصغرى °م (°ف)                                       | −20.0 (−4.0)                   | −21.0 (−5.8)                   | −20.0 (−4.0)                   | −16.0 (3.2)                    | −7.0 (19.4)                    | −1.0 (30.2)                    | 3.0 (37.4)                     | 2.0 (35.6)                     | −3.0 (26.6)                    | −9.0 (15.8)                    | −14.0 (6.8)                    | −18.0 (−0.4)                   | −10.3 (13.4)                   |
| أدنى درجة حرارة °م (°ف)                                                 | −38.8 (−37.8)                  | −43.7 (−46.7)                  | −46.3 (−51.3)                  | −39.1 (−38.4)                  | −21.7 (−7.1)                   | −8.4 (16.9)                    | 0.2 (32.4)                     | −3.9 (25.0)                    | −12.6 (9.3)                    | −20.8 (−5.4)                   | −33.2 (−27.8)                  | −35.6 (−32.1)                  | −46.3 (−51.3)                  |
| الهطول مم (إنش)                                                         | 22.0 (0.87)                    | 28.0 (1.10)                    | 29.0 (1.14)                    | 16.0 (0.63)                    | 13.0 (0.51)                    | 18.0 (0.71)                    | 24.0 (0.94)                    | 30.0 (1.18)                    | 25.0 (0.98)                    | 19.0 (0.75)                    | 22.0 (0.87)                    | 25.0 (0.98)                    | 271 (10.66)                    |
| متوسط الأيام الممطرة (≥ 1 mm)                                           | 2                              | 2                              | 2                              | 3                              | 4                              | 13                             | 17                             | 18                             | 14                             | 5                              | 3                              | 3                              | 86                             |
| متوسط الأيام المثلجة (≥ 1 cm)                                           | 21                             | 17                             | 19                             | 17                             | 16                             | 7                              | 1                              | 2                              | 11                             | 21                             | 22                             | 22                             | 176                            |
| ساعات سطوع الشمس الشهرية                                                | 0.0                            | 0.0                            | 77.5                           | 228.0                          | 254.2                          | 165.0                          | 155.0                          | 133.3                          | 75.0                           | 12.4                           | 0.0                            | 0.0                            | 1٬102                          |
| نسبة وصول أشعة الشمس                                                    | 0.0                            | 0.0                            | 22.1                           | 36.4                           | 34.2                           | 22.9                           | 20.8                           | 18.7                           | 17.4                           | 6.2                            | 0.0                            | 0.0                            | 25                             |
| متوسط مؤشر الأشعة فوق البنفسجية                                         | 0                              | 0                              | 0                              | 1                              | 2                              | 2                              | 2                              | 1                              | 1                              | 0                              | 0                              | 0                              | 0.75                           |
| المصدر #1: nordicvisitor.com                                            |                                |                                |                                |                                |                                |                                |                                |                                |                                |                                |                                |                                |                                |
| المصدر #2: UNIS (extremes only) (sun only) and Weather Atlas (UV index) |                                |                                |                                |                                |                                |                                |                                |                                |                                |                                |                                |                                |                                |